# Tim Krekel

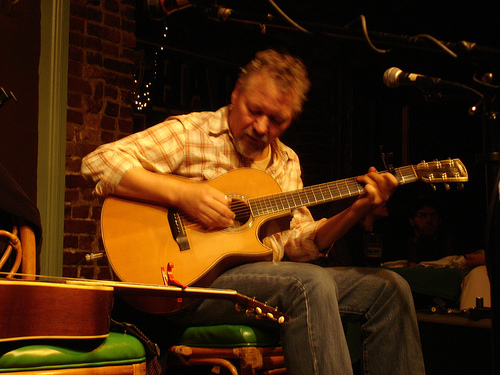
Tim Krekel

Tim Krekel (Louisville, 10 oktober 1950 - 24 juni 2009) was een Amerikaans rockmuzikant en country-songwriter.
Krekel bracht zelf acht albums uit, Crazy Me (1979),
Over the Fence (1986), Out of the Corner (1991),
L&N (1998), Underground (1999), Happytown (2002), World Keeps Turnin'  (2006) en Soul Season (2007).
Hij schreef verder verschillende songs, die door onder meer volgende artiesten werden gebracht:
- Dr. Feelgood ("No Mo Do Yakamo")
- Crystal Gayle ("Turning Away")
- Alan Jackson ("Anywhere on Earth You Are")
- Patty Loveless ("You Can Feel Bad")
- Martina McBride ("Cry on the Shoulder of the Road")
- Delbert McClinton ("Blues as Blues Can Get")
- The Nitty Gritty Dirt Band ("It's a New Day", "Jealous Moon")
- Kim Richey ("Come Around", "Didn't I", "Echoes of Love", "That's a Lie")
- Shakin' Stevens ("Turning Away")
- Aaron Tippin ("Cold Gray Kentucky Morning").

Krekel speelde ook gitaar op Jimmy Buffetts album, Son of a Son of a Sailor. Hij stierf in juni 2009 aan kanker.